# Prolemur simus
Il prolemure dal naso largo  (Prolemur simus Gray, 1871) è un primate della famiglia dei Lemuridae. È l'unica specie nota del genere Prolemur.

## Tassonomia
Questa specie in passato era stata assegnata al genere Hapalemur, ma recentemente, sulla base di caratteristiche morfologiche e di studi genetici, è stata assegnata ad un genere a sé stante, il genere Prolemur.

## Descrizione
È un lemure di taglia medio-grande, lungo 25–45 cm, con una coda di 25–55 cm. Pesa 1-2.5 kg.
La pelliccia è di colore grigio-bruno sulla testa, il dorso e gli arti superiori, mentre il ventre e gli arti inferiori sono color crema; la caratteristica distintiva della specie sono i ciuffi di peli bianco-grigiastri che ricoprono le orecchie.

## Biologia
È una specie con abitudini crepuscolari.
Vive in gruppi di 7-11 individui, in prevalenza femmine, che occupano un areale di circa 60 ettari.
Il P. simus ha una dieta estremamente specializzata: oltre il 95% della sua dieta è costituita da germogli, foglie e midollo di una specie particolare di bambù, noto in malgascio come volohosy (Cathariostachys madagascariensis). Altre fonti di cibo sono i fiori dell'albero del viaggiatore (Ravenala madagascariensis), i frutti di Artocarpus integrifolia, Ficus spp. e Dypsis spp., e le foglie del Pennisetum clandestinum.

## Distribuzione e habitat

Areale

Studi storici e di resti fossili mostrano che il P. simus era in passato diffuso in gran parte del Madagascar.

Attualmente l'areale della specie è ridotto all'1-4% dell'areale storico e comprende poche aree di foresta pluviale, per lo più isolate una dall'altra, nella parte sud-orientale e centro-meridionale dell'isola, in un range altitudinale che va da 120 a 1.600 m s.l.m..

Recenti segnalazioni ne indicano la presenza anche nell'acquitrino di Torotorofotsy, 10 km a nord-ovest di Andasibe (regione di Moramanga), che rappresenta il limite settentrionale del suo areale..

## Status e conservazione
L'areale della specie si è notevolmente ristretto e si è pensato che si fosse estinto. È stato riscoperto nel 1972 e attualmente si stima sopravvivano non più di un migliaio di individui; la IUCN Red List la considera una specie in pericolo critico di estinzione.
La Zoological Society of London, in base a criteri di unicità evolutiva e di esiguità della popolazione, considera Hapalemur simus una delle 100 specie di mammiferi a maggiore rischio di estinzione.
Parte del suo areale ricade nel territorio del Parco Nazionale di Ranomafana e del Parco Nazionale di Andringitra, ma esistono numerose popolazioni in aree di foresta pluviale non protetta.
Ne sono stati censiti 39 esemplari allevati in cattività.
La specie è compresa nell'Appendice I della CITES (Convention on International Trade of Endangered Species).